# Jin Peiyu
Dit is een Chinese naam; de familienaam is Jin.
Jin Peiyu (17 april 1985) is een Chinese oud-langebaanschaatsster. Haar specialisatie lag op de sprintafstanden.
Ze debuteerde in 2005 in Calgary in het internationale schaatsen. In haar eerste jaar presteerde ze nog weinig speciaals. Een jaar later echter bereikte ze bij de wereldbekerwedstrijden in haar thuisland op de baan van Harbin een mooi eindresultaat. Ze finishte op de 1000 meter over twee afstanden op een negende plaats. In 2007 nam ze voor het eerst deel aan de WK Sprint waar ze 21e werd. Haar doorbraak kwam in seizoen 2008-2009 tijdens de wereldbeker in Nagano, waar ze een vierde plaats haalde op de eerste 500 meter. Bij de WK Sprint in Moskou eindigde ze op de vijfde plaats.

## Persoonlijke records
| Afstand    | Tijd    | Datum            | Baan           |
| ---------- | ------- | ---------------- | -------------- |
| 500 meter  | 37,75   | 21 januari 2012  | Salt Lake City |
| 1000 meter | 1.15,17 | 21 januari 2012  | Salt Lake City |
| 1500 meter | 1.59,64 | 13 november 2005 | Calgary        |
| 3000 meter | 4.25,83 | 8 januari 2006   | Calgary        |

## Resultaten
| Jaar | WK Sprint | WK Afstanden      | Olympische Spelen |
| ---- | --------- | ----------------- | ----------------- |
| 2007 | 21e       |                   |                   |
| 2008 |           |                   |                   |
| 2009 | 5e        | 10e 500m 6e 1000m |                   |
| 2010 | 6e        |                   | 8e 500m 18e 1000m |
| 2011 | 14e       |                   |                   |